# Una famiglia in fuga
Una famiglia in fuga (무빙?, MubingLR; lett. "Moving") è una serie televisiva sudcoreana distribuita su Disney+ dal 9 agosto 2023 e basata sull'omonimo webtoon di Kang Full, che l'ha anche sceneggiata.
È stata la serie originale Disney+ più vista del 2023 in Corea del Sud, dove l'uso della piattaforma è salito del 145% durante la sua pubblicazione. Ha ottenuto sei candidature (tra cui Miglior sceneggiatura) agli Asia Contents Awards & Global OTT Award 2023, che si sono poi convertite tutte in premi. Si è inoltre aggiudicata il Gran premio televisivo e il riconoscimento alla Miglior sceneggiatura ai Baeksang Arts Award 2024, il Gran premio ai Blue Dragon Series Award 2024 e Miglior serie ai Grand Bell Award 2023. Nel novembre 2024 è stata ufficializzata una seconda stagione.

## Trama
Tre studenti delle superiori e i loro genitori scoprono di possedere dei superpoteri.

## Personaggi e interpreti
- Jang Ju-won, interpretato da Ryu Seung-ryong
Padre di Hui-soo, dotato di forza sovrumana e poteri di guarigione.
- Lee Mi-hyun, interpretata da Han Hyo-joo
Madre di Bong-seok, dotata di sensi ipersviluppati.
- Kim Doo-sik, interpretato da Zo In-sung
Padre di Bong-seok, sa volare.
- Jeon Gyeo-do, interpretato da Cha Tae-hyun
Attore teatrale divenuto conducente di autobus, può generare elettricità.
- Frank, interpretato da Ryoo Seung-bum
Assassino con poteri di guarigione.
- Lee Jae-man, interpretato da Kim Sung-kyun
Padre di Gang-hoon, dotato di forza e velocità sovrumane.
- Kim Bong-seok, interpretato da Lee Jung-ha
Figlio di Mi-hyun e Doo-sik, sa volare e ha sensi ipersviluppati.
- Jang Hui-soo, interpretata da Go Youn-jung
Figlia di Ju-won, ha poteri di guarigione.
- Lee Gang-hoon, interpretato da Kim Do-hoon
Figlio di Jae-man, dotato di forza e velocità sovrumane.